# Kyle Tilley
Kyle Tilley (* 16. Februar 1988 in Bath) ist ein britischer Autorennfahrer, Rennstallbesitzer und Renninstrukteur. 

## Karriere als Rennfahrer
Kyle Tilley war in seiner Teenagerzeit Radrennfahrer, musste den Sport nach einer Knieverletzung aber aufgeben. Parallel zu den Einsätzen bei Radveranstaltungen bestritt er bereits als Achtjähriger erste Kartrennen und gewann 2009 den WKA Manufacturer's Cup. Um die Teilnahme an der britischen Formel-Ford-Meisterschaft finanzieren zu können, arbeitete er für drei Unternehmen gleichzeitig. Er war Fahrer eines Catering-Lieferservice, Vertriebsassistent und Mechaniker bei einem im historischen Motorsport aktiven Rennteam. 2010 gewann er die Castle Combe Formula Ford 1600 Pre 90 Series.
Nach zwei Jahren in der britischen GT-Meisterschaft, wo er einen Marcos Mantis fuhr, kam es zu einem Knick in der Fahrerkarriere. Mangels finanzieller Unterstützung blieben die Renneinsätze viele Jahre lang Stückwerk. Die Wende kam 2018, als ihn der US-amerikanische Unternehmer und Amateur-Rennfahrer Dwight Merriman als Fahrlehrer engagierte. Merriman war auch Gründungsmitglied von Era Motorsport, seinem Rennteam, das über den historischen zum Langstreckensport kam.
Er startete in der European Le Mans Series und gewann 2021 die LMP2-Am-Gesamtwertung der Asian Le Mans Series. 2020 gab er mit dem 15. Endrang sein Debüt beim 24-Stunden-Rennen von Le Mans und nahm an einigen Rennen der US-amerikanischen NASCAR-Serie teil.

## Statistik

### Le-Mans-Ergebnisse
| Jahr | Team       | Fahrzeug | Teamkollege   | Teamkollege      | Platzierung | Ausfallgrund |
| ---- | ---------- | -------- | ------------- | ---------------- | ----------- | ------------ |
| 2020 | IDEC Sport | Oreca 07 | Patrick Pilet | Jonathan Kennard | Rang 15     |              |

### Sebring-Ergebnisse
| Jahr | Team           | Fahrzeug      | Teamkollege  | Teamkollege     | Platzierung | Ausfallgrund |
| ---- | -------------- | ------------- | ------------ | --------------- | ----------- | ------------ |
| 2021 | Era Motorsport | Oreca LMP2 07 | Ryan Dalziel | Dwight Merriman | Rang 7      |              |
| 2022 | Era Motorsport | Oreca 07      | Ryan Dalziel | Dwight Merriman | Rang 9      |              |

### Einzelergebnisse in der FIA-Langstrecken-Weltmeisterschaft
| Saison  | Team       | Rennwagen | 1   | 2   | 3   | 4   | 5   | 6   | 7   | 8   |
| ------- | ---------- | --------- | --- | --- | --- | --- | --- | --- | --- | --- |
| 2019/20 | IDEC Sport | Oreca 07  | SIL | FUJ | SHA | BAH | AUS | SPA | LEM | BAH |
| 2019/20 | IDEC Sport | Oreca 07  |     |     |     | 15  |     |     |     |     |